# Catherine Tollemache
Pour les articles homonymes, voir Tollemache.

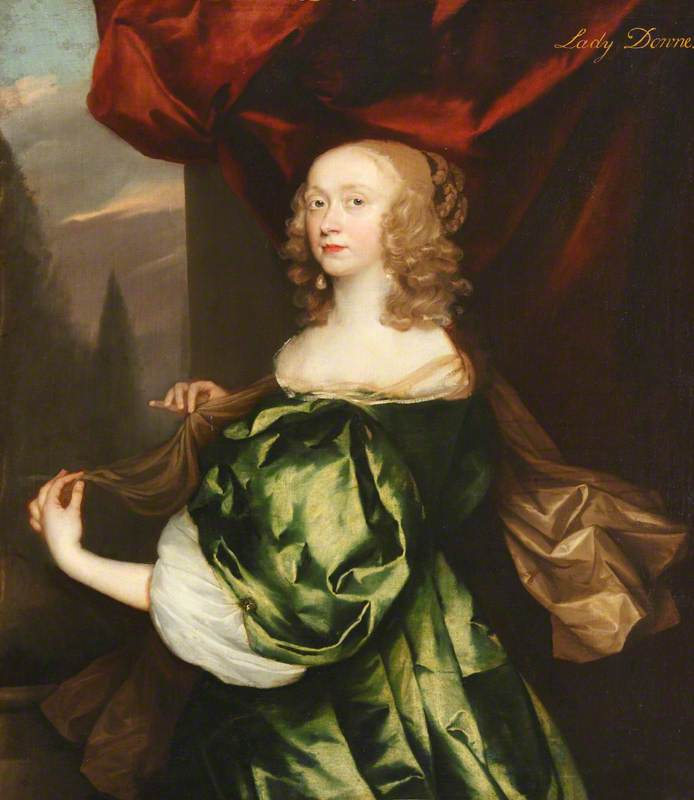
Portrait de Catherine Tollemache, Lady Doune, à Ham House, portant l'inscription « Lady Doune » mais qui pourrait également être un portrait de sa mère, Elizabeth Maitland, duchesse de Lauderdale.

Catherine ou Katherine Tollemache, comtesse de Sutherland (née vers 1661 - morte vers 1705) est une aristocrate anglaise.

## Biographie

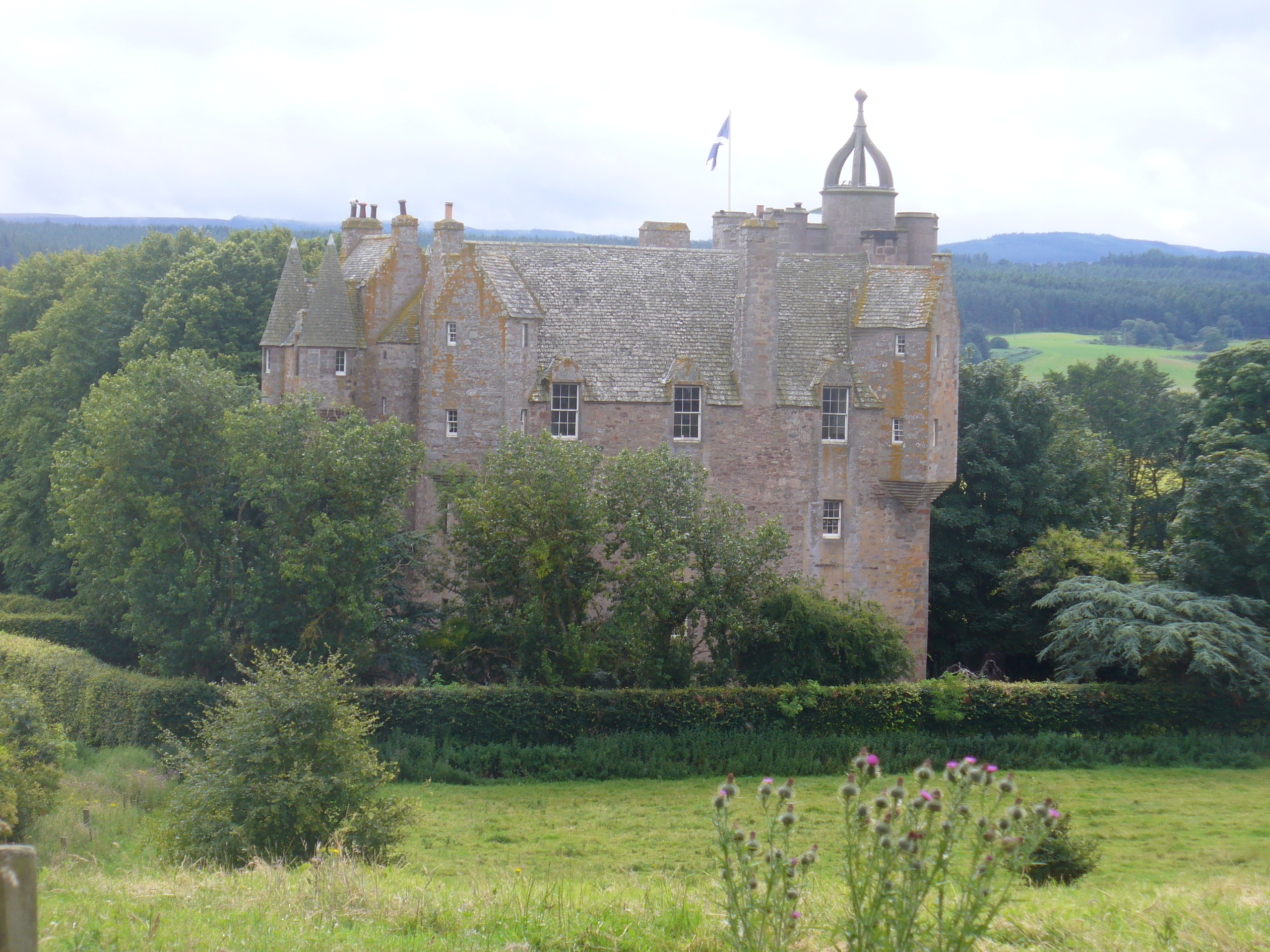
Château Stuart.

Catherine Tollemache naît en 1661 et est baptisée à Great Fakenham la même année,,. C'est l'une des onze enfants, dont seuls cinq survivent, de Lionel Tollemache (3e Baronnet) (parfois orthographié « Talmash ») et d'Elizabeth Murray. Son arrière-grand-mère, Catherine Tollemache née Cromwell (morte en 1621), est connue pour ses livres de recettes.
Sa mère Elizabeth Murray, après le décès de son mari, Lionel Tollemache, épouse John Maitland, 1er duc de Lauderdale. Ils arrivent à Édimbourg en juillet 1677, avec leurs filles Catherine et Elizabeth Tollemache.

### Premier mariage avec Lord Doune
Sa mère espère marier Catherine Tollemache à un fils du comte d'Atholl. Ce projet échoue et, après avoir conclu un contrat de mariage le 26 décembre 1677, Catherine Tollemache épouse James Stuart ou Stewart, Lord Doune,. C'est le fils d'Alexander Stuart (5e comte de Moray) et d'Emilia Balfour. Elizabeth Tollemache, sœur de Catherine Tollemache, épouse Archibald Campbell, 1er duc d'Argyll.
En Écosse, Catherine Tollemache vit à Moray House dans le quartier de Canongate à Édimbourg et au Château Stuart près d'Ardersier. Elle écrit des lettres à l'intendant et père de son mari, Alexander Stuart (5e comte de Moray), à Earlsmill près du château de Darnaway, qu'elle signe de ses initiales « CD », comme Catherine, Lady Doune. James Stewart, Lord Doune, son mari, meurt en 1685.
Elle est la mère avec James Stuart de, :
- Elizabeth Stuart (morte en 1708), qui épouse Alexander Grant de Grant.
- Emilia Stuart (décédée en 1711), qui épouse d'abord Alexander Fraser de Strichen et ensuite John Lindsay, 19e comte de Crawford.

### Second mariage avec le16ecomte de Sutherland
Elle épouse en secondes noces, John Gordon, 16e comte de Sutherland,, après 1690. C'est le second mariage de ce dernier. En 1702, elle commande de la vaisselle en argent doré à un orfèvre d'Édimbourg, Robert Bruce, comprenant une douzaine de fourchettes et de couteaux. Cette commande atteste une mention relativement ancienne de fourchettes en Grande-Bretagne (autres que les fourchettes à dessert). La facture est payée en 1706 par John Gordon. Ils résident au château de Dunrobin.
Catherine Tollemache meurt en 1705. Son mari, le comte de Sutherland épouse en troisièmes noces Frances Hodgson (morte en 1732), fille de Thomas Hodgson de Bramwith Hall et ancienne épouse de Sir Thomas Travell.

## Portraits
Un inventaire de Ham House, la maison de sa mère, mentionne un portrait de Katherine, Lady Doune, comme étant l'œuvre de Lodewijk van der Helst, Louis van der Helst et un portrait étiqueté « Lady Doune », peut-être de John Weesop, est suspendu à Ham House. Ce portrait de pourrait également être un portrait de sa mère, Elizabeth Maitland, duchesse de Lauderdale,,.